# 베냐민 셰슈코
베냐민 셰슈코(슬로베니아어: Benjamin Šeško, 2003년 5월 31일 ~ )는 슬로베니아의 축구 선수이다. 그의 포지션은 공격수로, 현재 잉글랜드 프리미어리그의 맨체스터 유나이티드에서 활약하고 있다.
셰슈코는 2019년 돔잘레에서 16세의 나이로 레드불 잘츠부르크에 이적했다. 그는 잘츠부르크의 위성구단인 FC 리퍼링으로 2시즌간 임대되어 오스트리아 2부 리그에서 44경기에 출전하여 22골을 득점하였다. 그는 2021년 1월에 레드불 잘츠부르크 소속으로 1군 데뷔전을 치렀고, 오스트리아 분데스리가 2회 우승과 오스트리아 컵 1회 우승을 거두었다.
셰슈코는 슬로베니아 청소년 국가대표팀 경기에 25번 출전하였다. 그는 슬로베니아 축구 국가대표팀 역사상 최연소 선수로 기록되었으며, 2021년 6월 18세 1일의 나이로 데뷔하였다. 그는 2021년 10월에 슬로베니아 축구 국가대표팀에서 첫 골을 넣었고, 이는 슬로베니아 역사상 최연소 득점자가 되었다.

## 클럽 경력

### 초기 경력
셰슈코는 고향 클럽 라데체에서 선수 생활을 시작했다. 그 후 그는 루다르 트르보블레에서 뛰었고, 라데체로 돌아갔다. 2016년, 그는 크르슈코로 이적하여 U-15와 U-17에서 활약하였다. 2017-18 시즌, 그는 U-15에서 23경기에 출전해 59골을 넣었다. 2018년, 셰슈코는 돔잘레에 이적하여 한 시즌 동안 머물렀다.

### 레드불 잘츠부르크
2019년 6월 3일, 셰슈코는 16세의 나이로 레드불 잘츠부르크와 프로 계약을 맺었다. 계약 기간은 3년이었다. 그는 3-0으로 이긴 TSV 하르트베르크와의 2021년 1월 30일 오스트리아 분데스리가 경기에서 레드불 잘츠부르크 데뷔전을 치렀다.

#### FC 리퍼링 임대
레드불 잘츠부르크와 계약한 직후, 그는 오스트리아 2. 리가에 참가하고 있는 FC 리퍼링으로 임대 이적하였다. 2020-21 시즌, 그는 29경기에 출전하여 21골을 득점하며 리그 득점 2위에 올랐다. 그는 7라운드 동안 13골을 넣으며 시즌 막판에 대부분의 골을 넣었다.

### RB 라이프치히
2022년 8월 9일, 셰슈코는 비공개 이적료에 독일의 RB 라이프치히와 5년 계약을 체결했고, 2023년 7월 여름 이적시장에서 합류할 예정이다.

### 맨체스터 유나이티드 FC
2025년 8월 9일(한국시간)에 맨체스터 유나이티드 FC의 이적을 확정지었다.

## 국가대표팀 경력
셰슈코는 슬로베니아와 보스니아 헤르체고비나 국가대표팀 (그의 어머니가 도보이 출신)을 선택할 수 있었다. 셰슈코는 15세 이하, 16세 이하, 17세 이하, 19세 미만 수준에서 국가를 대표한 적이 있는 전자를 선택했다. 그는 2020년 9월 오스트리아와의 친선 경기에서 U-19 국가대표팀 데뷔전을 치렀다.
2021년 5월, 셰슈코는 마티아치 케크 감독에 의해 2021년 6월 친선 경기를 위해 차출되었다. 그는 2021년 6월 1일 북마케도니아와의 친선 경기에서 슬로베니아 축구 국가대표팀 데뷔전을 치렀다. 당시 그는 18세 1일이었고, 7년 전 페타르 스토야노비치가 세운 종전 기록을 뛰어넘어 국가대표팀 최연소 데뷔 선수가 되었다. 2021년 10월 8일, 셰슈코는 몰타와의 2022년 FIFA 월드컵 예선 경기에서 슬로베니아 국가대표팀 첫 골을 기록했고, 18세 4개월 8일의 나이로 슬로베니아 최연소 득점자가 되었다.

## 출전 통계
| 클럽              | 시즌    | 디비전                | 출전 | 득점 |
| ----------------- | ------- | --------------------- | ---- | ---- |
| 리퍼링            | 2019-20 | 2. 리가               | 15   | 1    |
| 리퍼링            | 2020-21 | 2. 리가               | 29   | 21   |
| 레드불 잘츠부르크 | 2020-21 | 오스트리아 분데스리가 | 1    | 0    |
| 레드불 잘츠부르크 | 2021-22 | 오스트리아 분데스리가 | 37   | 11   |
| 레드불 잘츠부르크 | 2022-23 | 오스트리아 분데스리가 | 41   | 18   |
| 라이프치히        | 2023-24 | 분데스리가            | 42   | 18   |
| 라이프치히        | 2024-25 | 분데스리가            | 45   | 21   |

## 수상 내역
레드불 잘츠부르크
- 오스트리아 분데스리가: 2020–21, 2021–22[1]
- 오스트리아 컵: 2021–22[1]

#### 라이프치히
- DFL 슈퍼컵 : 2023

### 개인
- 슬로베니아 올해의 선수 : 2022
- 슬로베니아 올해의 영플레이어 : 2021, 2022, 2023